# Olympische Sommerspiele 1988/Teilnehmer (St. Vincent und die Grenadinen)
| Gelbes Symbol für Goldmedaillen mit stilisierten Olympischen Ringen | Graues Symbol für Silbermedaillen mit stilisierten Olympischen Ringen | Braundes Symbol für Bronzemedaillen mit stilisierten Olympischen Ringen |
| ------------------------------------------------------------------- | --------------------------------------------------------------------- | ----------------------------------------------------------------------- |
| —                                                                   | —                                                                     | —                                                                       |

St. Vincent und die Grenadinen nahmen an den Olympischen Sommerspielen 1988 in Seoul, Südkorea, erstmals an Olympischen Spielen teil. Die Delegation umfasste sechs Leichtathleten (fünf Männer und eine Frau).

## Teilnehmer nach Sportarten

### Leichtathletik
Männer
- Lennox Adams
Dreisprung: 37. Platz in der Qualifikation

- Orde Ballantyne
Weitsprung: in der Qualifikation ausgeschieden

- André François
200 Meter: Vorläufe

- Eversley Linley
800 Meter: Vorläufe

- Michael Williams
400 Meter: Vorläufe

Frauen
- Jacqueline Ross
Weitsprung: 26. Platz in der Qualifikation